# Catedral de Nuestra Señora del Carmen (Cartago)
La catedral Nuestra Señora del Carmen es un templo católico, emplazado en la esquina de la carrera quinta con calle catorce, a dos cuadras del Parque de Bolívar, en la ciudad de Cartago (Valle del Cauca), Colombia. Pertenece a la diócesis de Cartago.
Lo que más sobresale de la catedral, es que su torre está separada veinte metros del resto de la iglesia. Es de estilo neoclásico, su principal característica, es en su torre, semejante a la Basílica de Nuestra Señora del Rosario de Pompeya.
• La catedral alberga una réplica de la Virgen del Carmen, la patrona de la ciudad, que se dice que fue traída de España en el siglo XVII.
La catedral ha sido el sitio de muchos milagros a lo largo de los años, y es un lugar popular de peregrinación para los católicos de toda Colombia.
La catedral fue dañada por un terremoto en 1999, pero fue restaurada a su esplendor original.
• La catedral es un popular destino turístico, y ofrece visitas guiadas todos los días.

## Historia

### Construcción
Construida inicialmente a mediados del siglo XIV como una Capilla para honrar la Virgen bajo la advocación del Monte Carmelo. Se le recuerda históricamente por haber sido el sito de oración de los cartagüeños raizales, que con fervor todos los años celebran su fiesta.
De la primera mitad del siglo pasado, data la iglesia del Carmen, que Cartago supo guardar con dignidad, desde que piadosos señores, en compañía del pueblo, levantaron ese santuario para honrar a la Madre de Dios bajo su advocación del Monte Carmelo; allí en esa iglesita sencilla, se colocó la imagen de la Virgen del Carmen, que antes de 1830, se veneraba en la iglesia del convento de San Francisco de esta ciudad, donde había establecido su culto, al fundar el convento, en los albores del siglo XVIII, el sabio y virtuoso misionero ecuatoriano, Fray Femando de Jesús Larrea, apóstol infatigable del empeño cristiano.
En el año de 1831, el presbítero José Ramón Bueno, sacerdote payanés, cura propio y vicario foráneo de San Jorge de Cartago; hizo la bendición y colocación de la Virgen del Carmen en la capilla edificada por don Francisco María de Cerezo y otros señores, capilla que fue recibida por el Ilmo. Sr. Obispo de Popayán, Dr. Dn. Salvador Jiménez de Encizo y entregada a la parroquia.
El presbítero Hernando Botero O’byrne, ejerció el curato de Cartago durante varios años. Por su iniciativa, en 1944, con planos de Calero y Mier traídos desde Italia, se hizo la construcción de la Catedral de El Carmen. En 1962 el Papa Juan XXIII creó la diócesis de Cartago y nombró a monseñor José Gabriel Calderón Contreras obispo de ella.

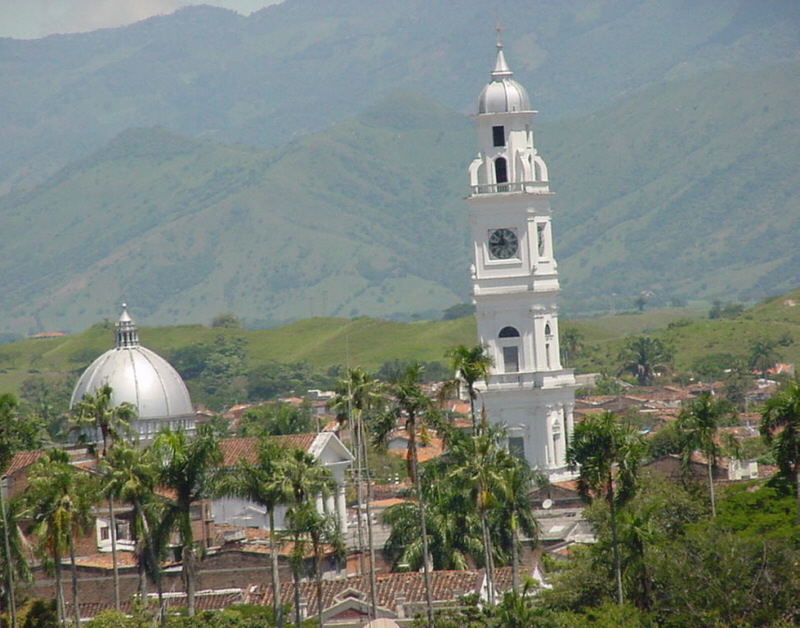
Panorámica de la catedral

### Reliquia de San Juan Pablo II
El día 22 de enero de 2012 la Catedral albergó la reliquia de San Juan Pablo II, una muestra de su sangre traída desde Roma por monseñor Slawomir Oder, como parte del encuentro con las víctimas de la violencia en Colombia. Con dicha visita se cumplió lo que para muchos creyentes es considerada la segunda visita del santo Papa al país desde 1986. 
En dicho acto se incluyó una misa concelebrada, una meditación sobre el sentido del sufrimiento en Juan Pablo II y la veneración de la reliquia.

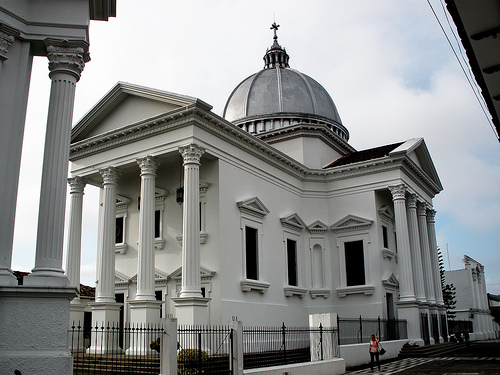
Vista Lateral de la Catedral

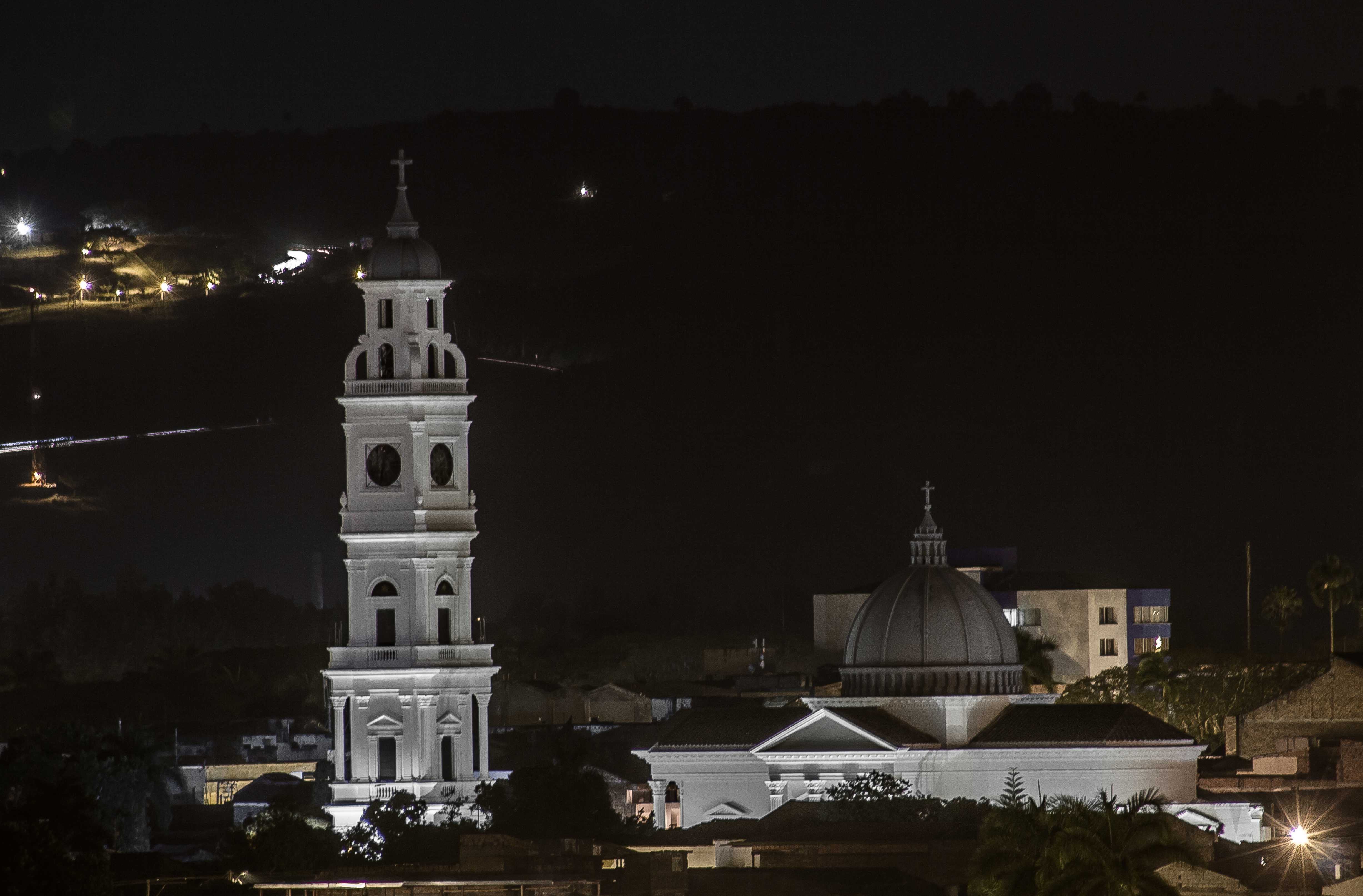
Vista nocturna de la Catedral

## Características y estilo
La Catedral está separada 20 metros de su torre, en donde se aprecia un reloj gigante en funcionamiento. Dicha torre es la estructura más alta de la ciudad. El templo es una réplica de la Basílica de Nuestra Señora del Rosario de Pompeya, tiene planta en cruz griega, tres naves y el altar mayor. Además la Catedral cuenta con cementerio propio y cripta de osarios, donde reposan los restos de la comunidad religiosa de la ciudad.